# Кочкільда
Кочкільда́ (рос. Кочкильда) — присілок у складі Ачитського міського округу Свердловської області.
Населення — 64 особи (2010, 80 у 2002).
Національний склад станом на 2002 рік: татари — 94 %.